# Polentinos
Polentinos is een gemeente in de Spaanse provincie Palencia in de regio Castilië en León met een oppervlakte van 14,87 km². Polentinos telt 54 inwoners (1 januari 2016).

## Demografische ontwikkeling
Bron: INE, 1857-2011: volkstellingen